# Radinovo Brdo
Radinovo Brdo is een plaats in de gemeente Žumberak in de Kroatische provincie Zagreb. De plaats telt 16 inwoners (2001).